# Paul Phrygio
Paul Phrygio, auch Sidensticker, Kostentzer, Costenzer, (* um 1483 in Schlettstadt; † 1. August 1543 in Tübingen) war ein reformierter Theologe und Reformator.

## Leben
Phrygio muss einem bürgerlichen wohlhabenden Hause entstammen, denn er war nach dem Besuch der Stadtschule seiner Heimatstadt in der Lage, sein Studium in Freiburg im Breisgau und Paris zu betreiben. Nach dieser Vorbereitungszeit hielt er theologische Vorlesungen in Basel und erwarb dort 1513 auch den Doktorgrad der Theologie. Kurze Zeit war er Domprediger in Eichstätt, dann übernahm er 1519 die Pfarrei in seiner Vaterstadt.
Unter dem Einfluss der Straßburger Reformatoren wandte er sich der Reformation zu. Von seinen Freunden wurde er gewarnt, auf der Kanzel so viel von Martin Luther zu reden. Tatsächlich erteilte ihm der Rat „irs predigens und stechens halb“ eine Rüge und stellte sich 1524 gegen ihn. Die Bürger dagegen traten für ihn ein und erklärten sich bereit, für ihn zu sammeln, falls er entlassen werden sollte.
Phrygio wollte in dieser geladenen Atmosphäre nicht bleiben. Er verlegte seine Wirksamkeit nach Straßburg. Von seiner Münstervikarie aus hatte er die umliegenden Landgemeinden zu versorgen. 1529 wurde er als Leutpriester an St. Peter und zweiter Theologieprofessor neben Johannes Oekolampad nach Basel berufen. Vorher hatte der Rat sich darum bemüht, Martin Bucer zu gewinnen.
In seiner Eigenschaft als Professor präsidierte er mit Oekolampad bei der ersten Basler Synode. Wie geachtet seine Position war, geht auch aus der Tatsache hervor, dass er berufen wurde, die Beaufsichtigung der Prediger als Examinator wahrzunehmen. Phrygio amtierte 1533 und 1534 als Rektor der Universität Basel, verließ aber dann Basel, wo Andreas Bodenstein sein Nachfolger wurde. Selbst ging er in gleicher Eigenschaft nach Tübingen, wo er seine letzten Jahre verbrachte.